# Isembourg
Isembourg ou Ysembourg (en allemand Isenburg ou Ysenburg) est le nom de plusieurs anciens comtés du Saint-Empire romain germanique et le nom d'une ancienne principauté de la confédération du Rhin.

## Historique

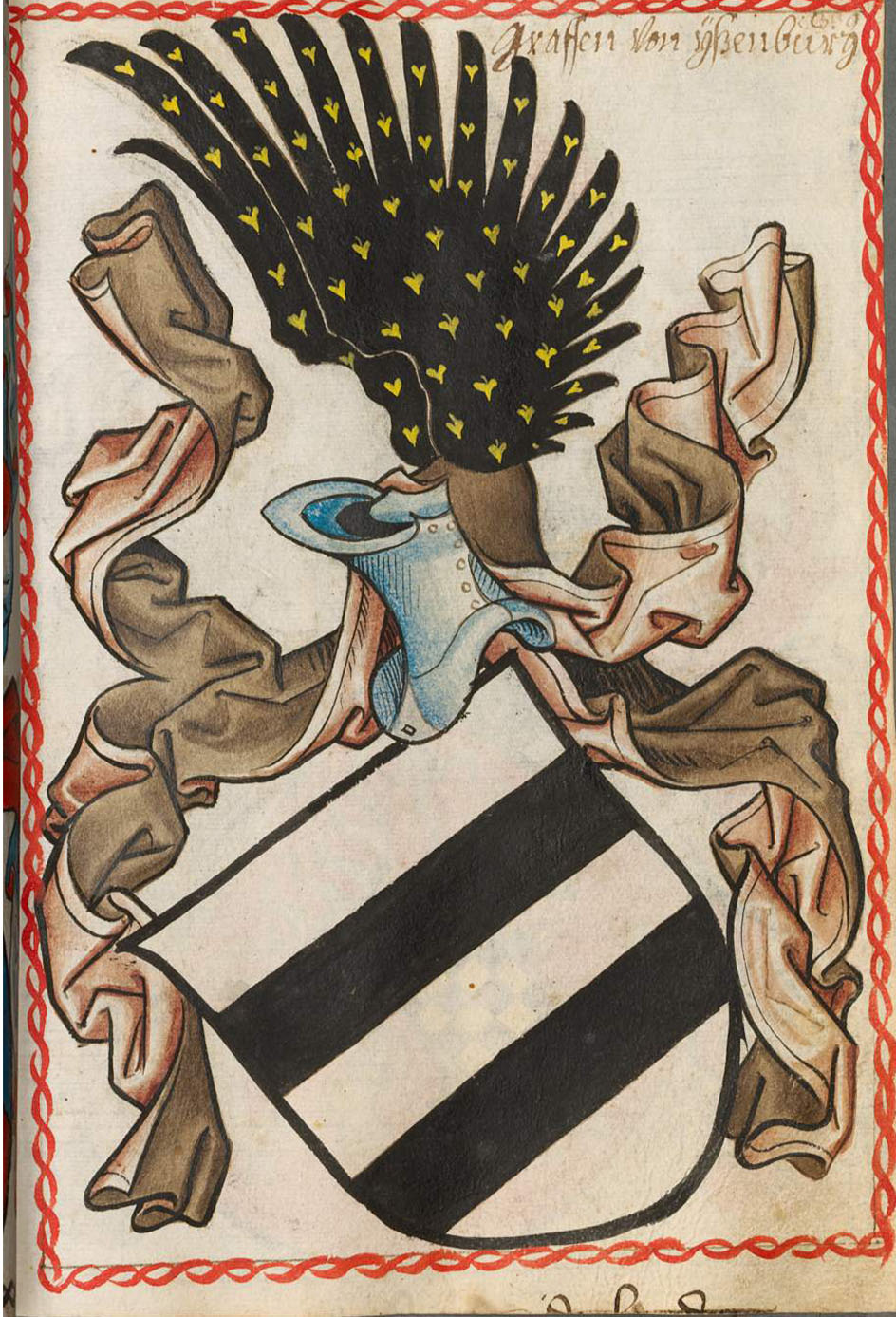
Armes des comtes et princes d'Isembourg tirées de l'armorial de Scheibler.

Les comtés d’Isembourg, situés dans le sud de la Hesse, aux alentours de l'arrondissement de Neuwied, apparurent vers 1137 et se subdivisèrent de nombreuses fois pendant 700 ans. Les Isembourg étaient considérés comme l'une des familles nobles les plus importantes et les plus anciennes du Rhin moyen et du Westerwald. Vers 1100, les frères Reinbold (ou Rembold) et Gerlach avaient construit le château d'Isenburg à Isenburg et s'appelaient désormais seigneurs d'Isenburg.
La ramification a commencé dès le XIIe siècle. En 1210, quatre à cinq lignes différentes existaient déjà côte à côte. De nouvelles branches familiales se formaient, accompagnées de partages d'héritage. En conséquence, plus de châteaux ont été construits. Au XIIIe siècle, Bruno von Braunsberg et son frère Dietrich von Isenburg héritent de la moitié du comté de Wied. Plus tard, Wilhelm von Braunsberg-Isenburg (1324-1383) réussit à unifier tout le comté et à fonder une nouvelle lignée des comtes de Wied qui existe à ce jour. Limburg an der Lahn appartenait à une branche des comtes d'Isenburg aux XIIIe et XIVe siècles.
Les lignes Isenburg-Limburg et Isenburg-Kempenich se sont diversifiées à plusieurs reprises (Nieder-Isenburg ou Basse-Isembourg). Par mariage, les Isembourg ont acquis la domination de Büdingen et d'autres régions du sud-est de Wetterau (Ober-Isenburg ou Haut-Isembourg). Le comté d'Isenburg-Büdingen, avec le château de Büdingen comme centre du pouvoir, a été divisé en 1511/17 en lignes Isenburg-Ronneburg et Isenburg-Birstein (première division principale). La ligne Isenburg-Ronneburg s'éteignit en 1601, après quoi toute la propriété passa à Isenburg-Birstein. La ligne Isenburg-Birstein s'est scindée en 1628/31 en branches Isenburg-Büdingen et Isenburg-Offenbach (deuxième division principale). La troisième division principale (1684) donna naissance aux deux maisons Ysenburg-Büdingen-Birstein (à partir de 1744 principauté d'Isenburg et Büdingen à Birstein) et Ysenburg-Büdingen (comté avec résidence à Büdingen).
Le comte Wolfgang Ernst Ier d'Isenburg et Büdingen (lignée Birstein) est élevé au rang de Prince du Saint-Empire (« Fürst ») par l'empereur Charles VII en 1744 ; mais ce n'est qu'en 1803 que son successeur reçut un siège à la Diète d'Empire.
Ce n'est qu'en 1806 que ces territoires furent réunis sous le seul nom d'« Isembourg » : en effet, lorsque Napoléon créa la confédération du Rhin sur les ruines du Saint-Empire, il offrit aux princes qui le rejoignaient la possibilité de médiatiser leurs voisins. Le prince Charles d'Isembourg-Birstein décida d'adhérer à la confédération, et réussit ainsi à médiatiser à son profit les autres comtés d’Isembourg (Isembourg-Büdingen, Isembourg-Meerholz, Isembourg-Philippseich (de) et Isembourg-Wächtersbach) : sa principauté prit alors le nom d’« Isembourg ». Cependant, il y a des indications que l'unification des terres d'Isembourg entre les mains d'un seul prince n'aurait pas pu être entièrement volontaire. En raison de la fidélité de Charles à Napoléon, le congrès de Vienne médiatisa à son tour cette principauté au profit du grand-duché de Hesse et de l'électorat de Hesse. Les princes ont conservé leur statut, leur égalité avec les maisons souveraines restantes et certains droits politiques spéciaux en leur qualité de « Standesherren » (« seigneurs de rang »), créés par l' Acte confédéral allemand.
Le comte Ernest Casimir III d'Ysenburg-Büdingen-Büdingen, le chef de la branche à Büdingen, a été élevé au rang de prince (« Fürst ») en 1840 par le grand-duc de Hesse sous le nom d'Ernst Casimir I, et Ferdinand Maximilian von Ysenburg-Büdingen-Wächtersbach a été élevé au rang de prince en 1865 par l'électeur de Hesse-Cassel.
La lignée princière (catholique) d'Isenburg (-Birstein) et la lignée princière (protestante-réformée) d'Ysenburg et Büdingen existent encore aujourd'hui et ils habitent les châteaux de Birstein et de Büdingen. Le château de Ronneburg appartient également toujours à la ligne de Büdingen.

Comté Oberisenburg ou Isembourg Supérieur
Comté Niederisenburg ou Isembourg Inférieur
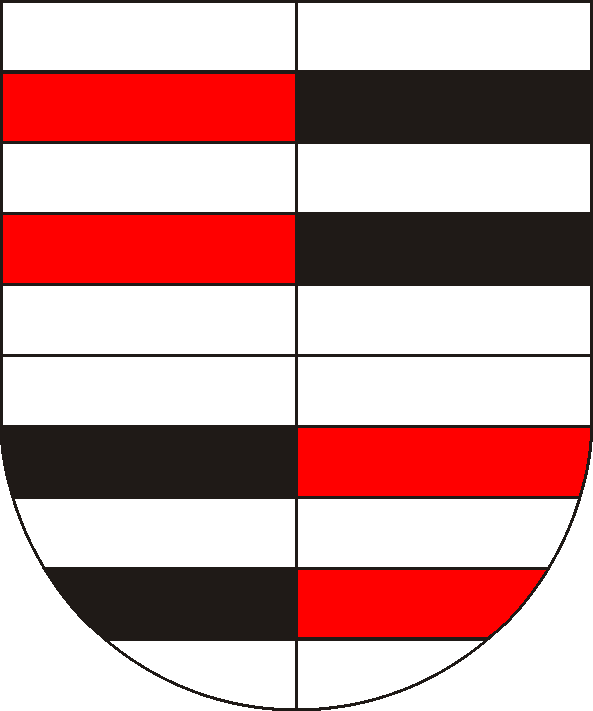
Comté Isenburg
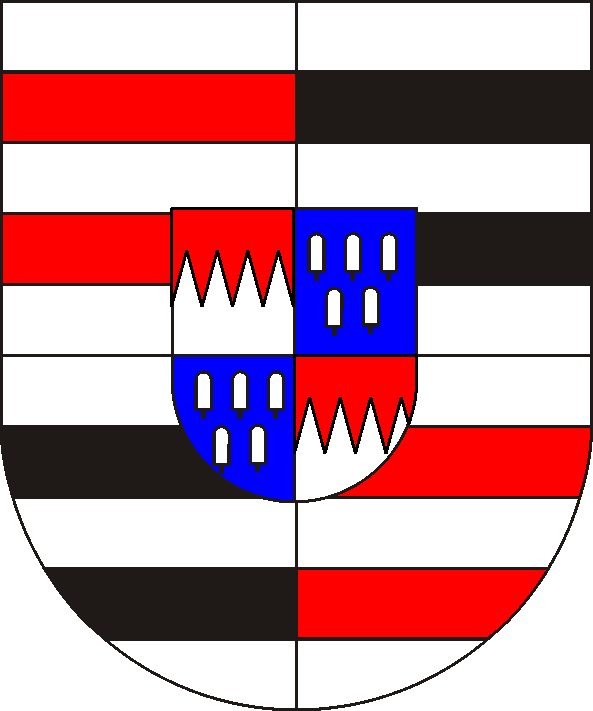
Isenburg-Meerholz (jusqu'à 1775)

## Territoire
La principauté d'Isembourg comprenait les territoires suivants :
- La principauté d'Isembourg-Birstein, composée de :
  - Le grand-bailliage d'Offenbach (Oberamt Offenbach), comprenant :
    - Le bailliage d'Offenbach (Amt Offenbach) : Neu-Isenburg, Offenbach, Okriftel ainsi que Gehspitz ;
    - Le bailliage de Dreieich (Amt Dreieich) : Dreieichenhain, Geinsheim, Sprendlingen ainsi que Neuhof et Dreieicher Waldungen ;
    - L'apanage des comtes d'Isembourg-Philippseich (Deputatorte des Grafen zu Isenburg-Philippseich) : Götzenhain, Münster, Offenthal, Urberach ainsi que le château de Philippseich ;

  - Le bailliage de Wenings (Amt Wenings), comprenant :
    - La juridiction de Wenings (Gericht Wenings) : Bös-Gesäß (en partie), Burg-Bracht, Gelnhaar (en partie), Illnhausen, Merkenfritz, Wenings, Wernings ainsi qu'Allenrod et Stumpe Kirche ;
    - Une partie de la juridiction de Wolfenborn (Gericht Wolferborn) : Bindsachsen, Hitzkirchen et Kefenrod ;

  - Les trois autres juridictions suivantes :
    - La juridiction de Reichenbach (Gericht Reichenbach) : Birstein, Bösgesäß (en partie), Fischborn, Hettersroth, Katholischwillenroth, Kirchbracht, Lichenroth, Mauswinkel, Oberreichenbach, Obersotzbach, Radmühl (en partie), Unterreichenbach, Untersotzbach, Völzberg, Wettges, Wüstwillenroth ainsi qu'Entenfang, Höfen et Schönhof ;
    - La juridiction de Selbold (Gericht Selbold) : Hüttengesäß, Langenselbold (avec Hinterdorf et Oberndorf), Neuwiedermuß ainsi que Baumwieser Hof et Bruderdiebacher Hof ;
    - La juridiction de Diebach (Gericht Diebach : Langendiebach, Ravolzhausen, Rückingen ainsi que Reußerhof ;
- Les territoires médiatisés des trois comtes d'Isembourg-Büdingen, à savoir :
  - Le Isembourg(-Büdingen)-Büdingen, composé de :
    - Le bailliage de Büdingen (Amt Büdingen), comprenant :
      - La juridiction de Budingen (Gericht Büdingen) : Aulen-Diebach, Büches, Büdingen, Calbach, Dieburg am Haag, Dudenrod, Großendorf, Hain-Gründau, Lorbach, Mittel-Gründau (en partie), Orleshausen, Pferdsbach, Rinderbügen, Vonhausen, Wolf ainsi que Christinenhof, Erbacher Hof, Herrnhaag, Rinderbügener Hof, Salinenhof, Sandhof, Tiergarten (avec sa forêt), Büdinger Markwald, Wald Betten bei Aulendiebach et Wald Hardeck bei Lorbach ;
      - La juridiction de Düdelsheim (Gericht Düdelsheim) : Düdelsheim, Effolderbach (en partie), Rohrbach, Stockheim ainsi que Findörfer Hof, Leustadt et Rohrbacher Wald ;

    - Le bailliage de Mockstadt (Amt Mockstadt), comprenant :
      - La juridiction de Mockstadt (Gericht Mockstadt) : Heegheim, Nieder-Mockstadt, Ober-Mockstadt ainsi que Nieder- et Ober-Mockstädter Weide ;
      - Une partie du ganerbinat de Staden (Ganerbenschaft Staden) : Nieder-Florstadt, Ober-Florstadt, Staden, Stammheim ainsi que la forêt de l'abbaye de Nieder-Ilbenstadt ;

  - Le comté d'Isembourg(-Büdingen)-Meerholz, composée de :
    - La juridiction de Meerholz ;
    - La juridiction de Gründau ou Lieblos ;
    - La juridiction d'Eckardshausen ;

  - Le comté d'Isembourg(-Büdingen)-Wächtersbach, composé de :
    - La juridiction de Wächtersbach ;
    - La juridiction de Spielberg ;
    - La juridiction d'Assenheim ;
    - L'ancien château de Ronnebourg.

Les comtes d'Isembourg à Birstein furent élevés au rang de princes du Saint Empire en 1744, les comtes d'Isembourg à Büdingen au rang de princes du Grand-duché de Hesse en 1840.

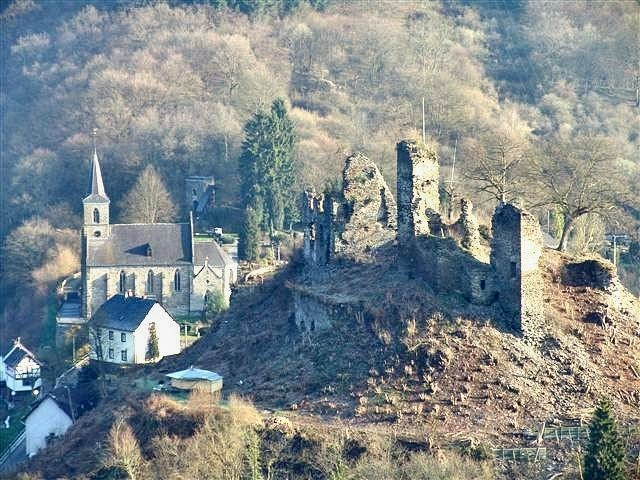
Château d'Isembourg.
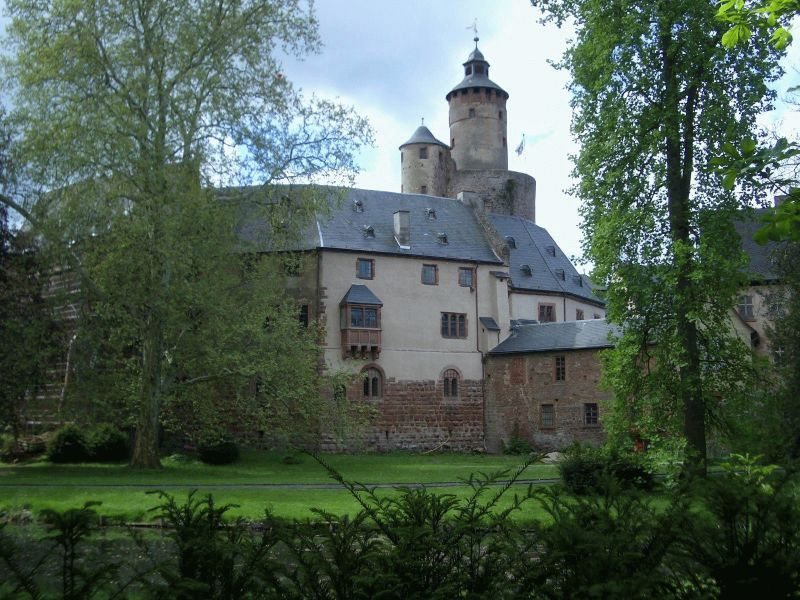
Château de Büdingen.
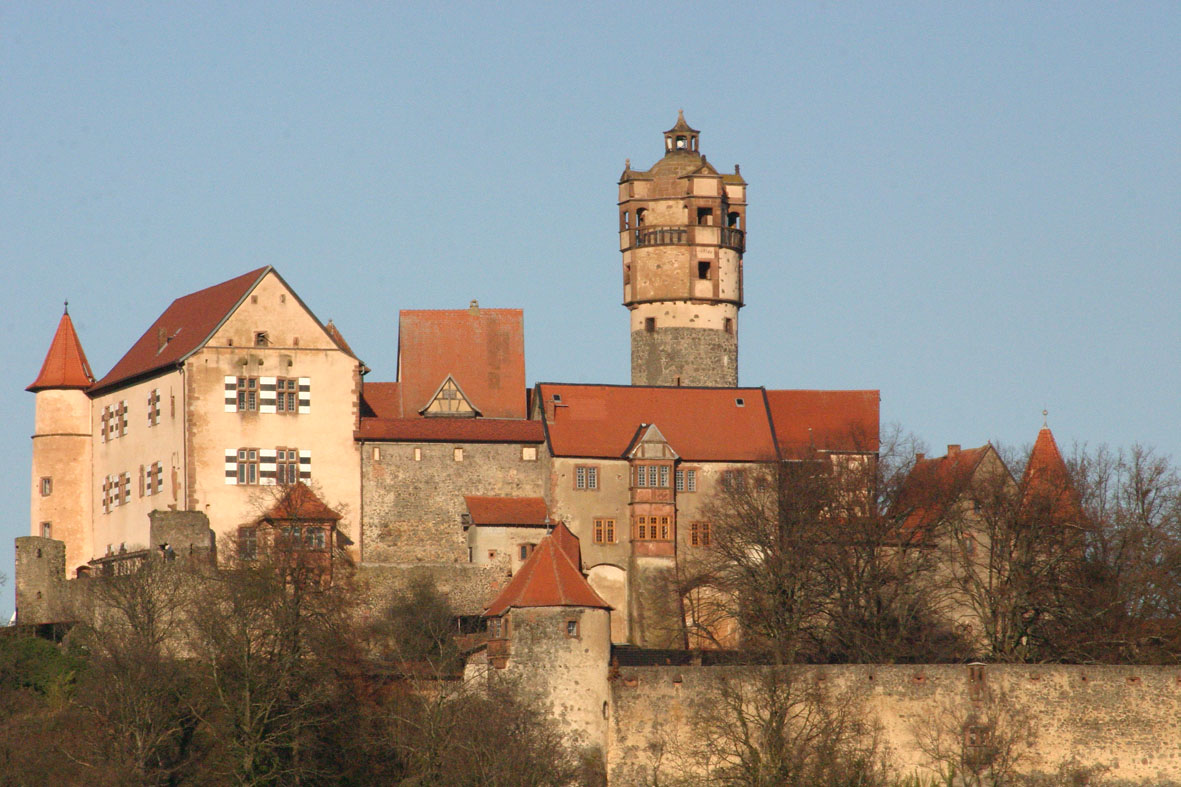
Château de Ronneburg.
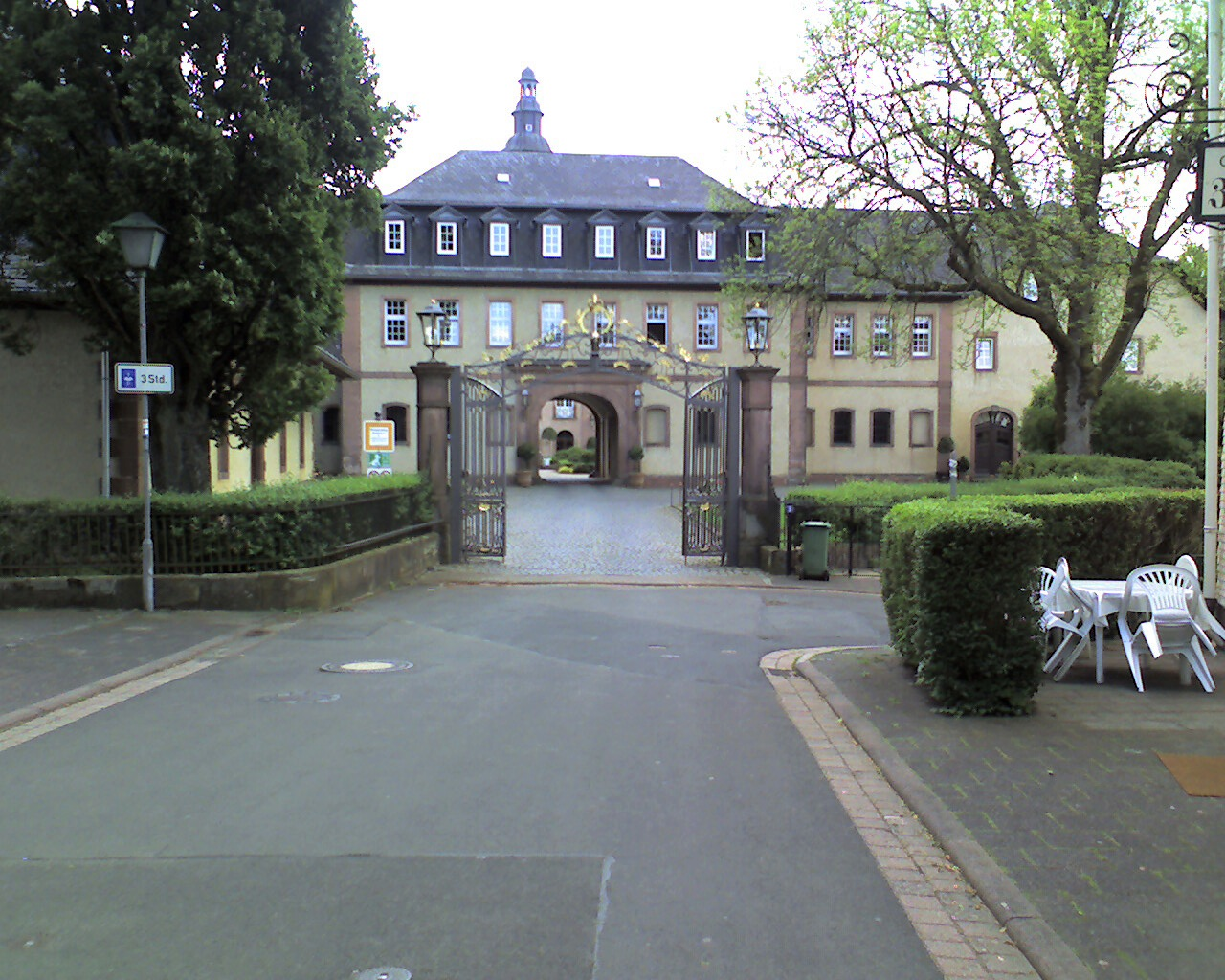
Château de Birstein.
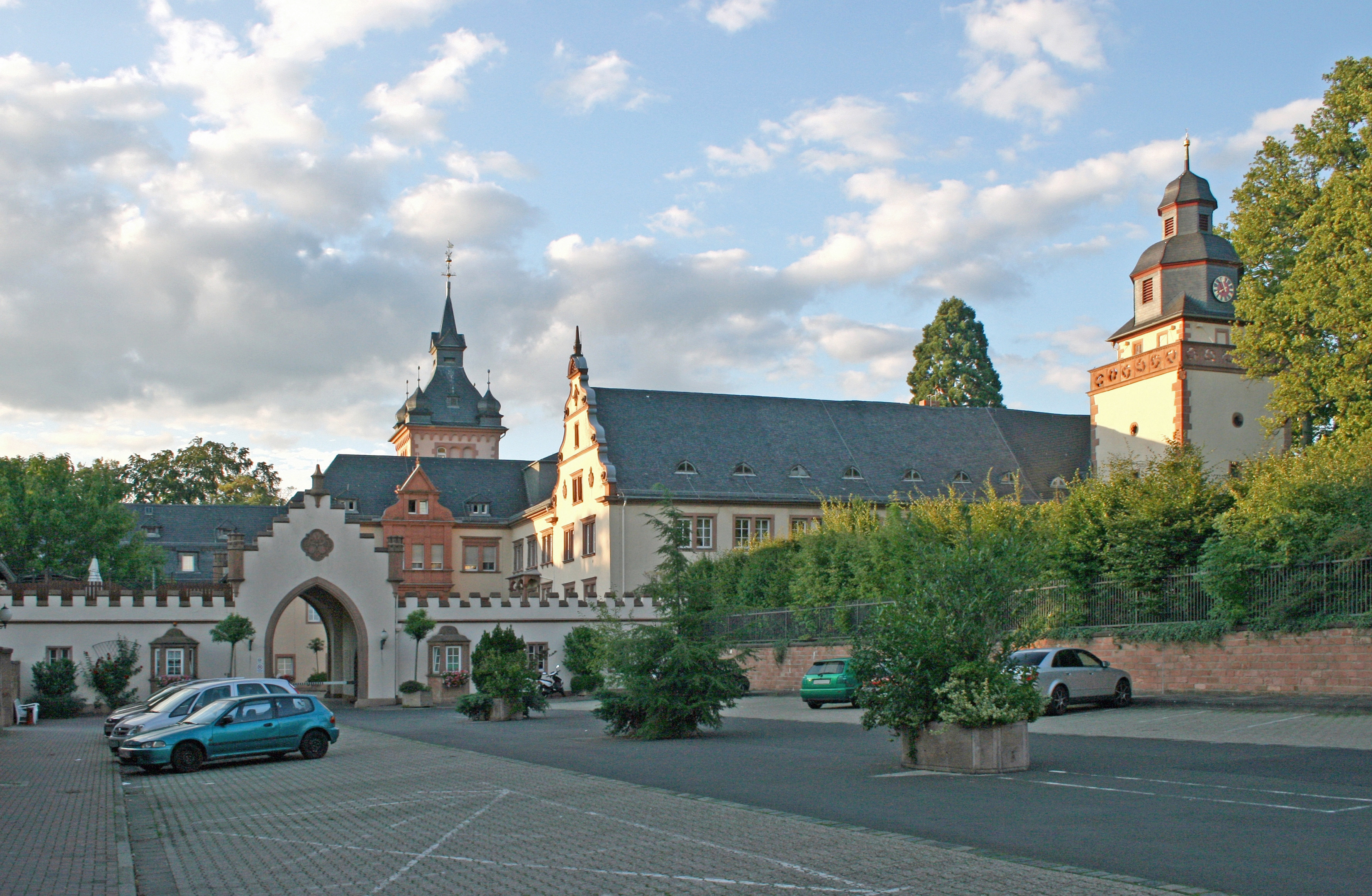
Château de Meerholz.
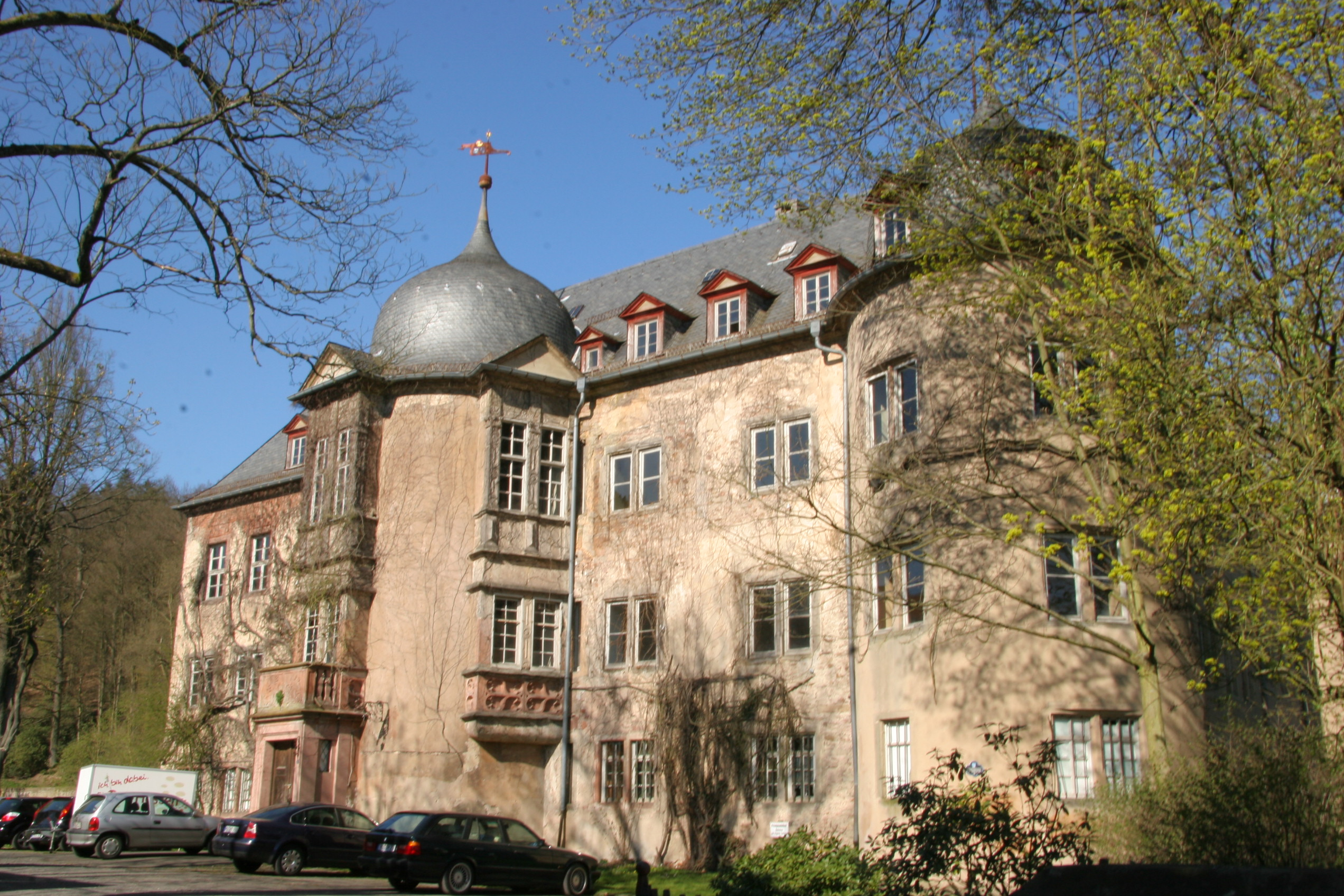
Château de Wächtersbach.